# Enej
Enej je moško osebno ime.

## Izvor imena
Ime Enej izhaja iz latinskega imena Aenas to pa iz grškega Aινειας (Ainéias) z domnevnim nekdanjim pomenom »ki je hvaljen, vreden hvale«.

## Različice imena
- moške različice imena: Enea, Enei, Eneo, Anej
- ženske različice imena: Enea, Eneida, Eneja

## Tujejezikovne različice imena
- pri Francozih:  Énée
- pri Italijanih: Enea
- pri Poljakih: Eneasz

## Pogostost imena
Po podatkih Statističnega urada Republike Slovenije je bilo na dan 31. decembra 2007 v Sloveniji število moških oseb z imenom Enej: 509.

## Osebni praznik
Po italijanskem koledarju godujejo osebe z imenom Enej 20. januarja ali 9. februarja.

## Zanimivost
Enej je bil v grški mitologiji junak v trojanski vojni.